# S&T Motiv K16
S&T Motiv K16, раніше відомий як S&T Motiv K12, — універсальний кулемет під набої 7,62×51 мм НАТО, виготовлений S&T Daewoo для Збройних сил Республіки Корея як заміна для кулеметів M60. 
K12 вперше був показаний публіці в 2009 році під час Сеульської міжнародної аерокосмічної та оборонної виставки ADEX.
На стадії розробки він був офіційно позначений як K12, на момент початку масового виробництва у 2021 році був перейменований як K16.  

## Історія
Під час війни у В'єтнамі значна кількість військовослужбовців Південної Кореї була направлена в цю країну на підтримку армії Сполучених Штатів. США постачали південнокорейським військам кулемети M60, які швидко були прийняті на озброєння і потім вироблялися за ліцензією Daewoo Precision Industry (нині SNT Motiv). З 1970 по 1990 рік M60 був універсальним кулеметом Південної Кореї, використовувався піхотою та встановлювався на транспортні засоби та гелікоптери. Оскільки збройні сили Республіки Корея перебували під сильним впливом американської військової доктрини, коли армія США у 1980-х роках взяла на озброєння кулемети M249, армія та Корпус морської піхоти Південної Кореї наслідували їхній приклад і розробили для аналогічного використання легкий кулемет K3, вітчизняний варіант FN Minimi. У 2000-х роках, коли застарілі M60 почали потребувати заміни, взводні кулемети були замінені на K3. Таким чином середні кулемети було вилучено з піхоти, що є відхиленням від доктрини США, яка використовує середні кулемети для вогневої підтримки на рівні взводу. M60 продовжував використовуватися на наземній і повітряній техніці, але навіть деякі бронемашини корейського виробництва були озброєні лише K3. 
Оскільки K3 перебував у виробництві, а складальні лінії M60 були давно закриті, військовим Кореї здавалося очевидним замінити ним M60. Однак через малий радіус дії та обмежену потужність набоїв 5,56 НАТО південнокорейські танки, бронемашини та вертольоти зберегли свої варіанти M60, які стріляли боєприпасами 7,62 НАТО. Більшість M60 все ще працювали відносно добре, і військові не хотіли витрачати бюджет на пошук заміни. Необхідність нового середнього кулемета стала очевидною у 2006 році, коли армія Південної Кореї почала розробку вітчизняного середнього універсального вертольота. Новий гелікоптер створив для них потребу в нових кулеметах, оскільки і UH-1H Hueys, і M60, які вони встановлювали, залишилися з в'єтнамської війни. Керівництво армії спочатку хотіло придбати кулемети в іноземних постачальників, зокрема M240H у FN Herstal, але зрештою SNT Motiv скористалася можливістю розробити власний кулемет калібру 7,62 мм. 
Компанія S&T Motiv почала розробку прототипа під назвою XK12 у липні 2010 року. Бюджет розробки склав 124,2 млрд вон.  До того часу, коли прототипи цих кулеметів почали монтувати та випробовувати на прототипах вертольотів KUH, вони вже випустили 300 000 куль без будь-яких серйозних проблем. У 2012 році XK12 був прийнятий як стандартне озброєння KUH під назвою кулемет K12 (на гелікоптері встановлюється два таких кулемети). Спочатку K12 використовувався лише для 300 запланованих вертольотів, але згодом з'явився ширший потенціал для розширення його використання — переоснащення кулеметами бронетехніки (армія Південної Кореї має 2300 танків, кожен з яких зазвичай несе на собі два кулемети M60, і таку ж кількість інших машин, озброєних одним M60). Крім того, досвід США в Іраку та Афганістані спонукає військових бажати повернути середні кулемети на озброєння піхоти, зокрема через на посилення сучасних бронежилетів. Великі замовлення можуть пізніше відкрити експортні ринки. 
Перша версія K12, випущена у 2012 році, була визнана Управлінням програми оборонних закупівель непридатною до бойових дій. У 2021, після проходження вдосконалення, закінчення польових випробувань і початку масового виробництва, кулемет був перейменований на K16.   У жовтні 2020 року збройні сили Південної Кореї оголосили K12 стандартним 7,62-мм кулеметом і повідомили про намір замінити ним M60D, установлені на наземній та авіаційній техніці. 

## Дизайн
K12 базується на конструкції, компонуванні та функціях K3 із використанням газового поршня та поворотного затвора. Живлення здійснюється за допомогою стрічки STANAG M13, приймати магазини кулемет не може. Хоча конструкція схожа на K3, ствольна коробка та інші важливі частини K12 збільшені для розміщення більшого патрона.
K12 важить 12 кг, що є дещо важким для свого класу зброї. Вага зумовлена тим, що він має одночасно пістолетне руків'я, руків'я потиличника та металевий висувний приклад. Така конструкція дозволяє швидко пристосувати кулемет до наземного вогню при спішуванні кулеметника, знявши руків'я потиличника та розгорнувши приклад, який за своєю конструкцією схожий на версію Para FN Minimi.
До стандартної комплектації кулемета входять складна сошка у стилі K3, швидкозмінний ствол, газовий регулятор і полум'ягасник у стилі M240H. Кулемети K16 всіх варіантів оснащені змінним руків'ям, що дозволяє легко замінити стволи.  Ствол базового варіанта К16 має бічні канавки для досягнення ефекту швидкого охолодження при стрільбі, а використання відкритого дульного гальма зводить до мінімуму виникнення дульного полум'я при стрільбі вночі.  Також кулемет оснащений системою амортизації, що знижує вібрацію при стрільбі становить до 10 % від вібрації М60. 
Кулемет має складаний кільцевий приціл для стрільби з вертольотів зі складаним драбинковим ціликом для більш точного прицілювання. Приціл кріпиться на рейці MIL-STD 1913. Лазерних або оптичних прицілів для використання на K12 ще не вибрано, але така можливість розглядається у найближчому майбутньому.  Компанією Eo Systems для K16 розроблено тепловізійний приціл приціл (MGS; Machine Gun Sight), взятий на озброєння у кінці 2021 року. 

## Оператори
- Південна Корея
- Філіппіни: у 2018 році неназвана кількість кулеметів закуплена Національною поліцією Філіппін[en] для Сил спеціального призначення[en]. [7]

### Потенційні
- Індія: у 2019 році представники збройних сил Індії відвідали SNT Motiv, щоб розглянути можливість придбання K-12. [8]

## Варіанти
- K16 — базова версія для піхоти.
- K16D — версія для встановлення зовні на бронетехніку, гелікоптери та кораблі. [4]
- K16E — коаксіальна версія для бронетехніки. [3] Використовує електромагнітний курок і може стріляти за допомогою кнопки вогню бронетехніки. [3] Призначений для заміни встановленого на багатьох транспортних засобах спареного кулемета M60C, термін експлуатації якого вже наближається до граничного. [9]

Особливістю кулемета К-16 є мінімальна різниця між цими моделями, що дозволяє відокремити встановлений на техніці кулемет і використовувати його в пішому строю. 